# Bufonia macropetala subsp. willkommiana
Bufonia macropetala subsp. willkommiana é uma subespécie de planta com flor pertencente à família Caryophyllaceae. 
A autoridade científica da subespécie é (Boiss.) Amich, tendo sido publicada em Anales del Jardín Botánico de Madrid 43: 467. 1986 (1987).

## Portugal
Trata-se de uma subespécie presente no território português, nomeadamente em Portugal Continental.
Em termos de naturalidade é nativa da região atrás indicada.

## Protecção
Não se encontra protegida por legislação portuguesa ou da Comunidade Europeia.